# Wolfgang Schwarz (Politiker)

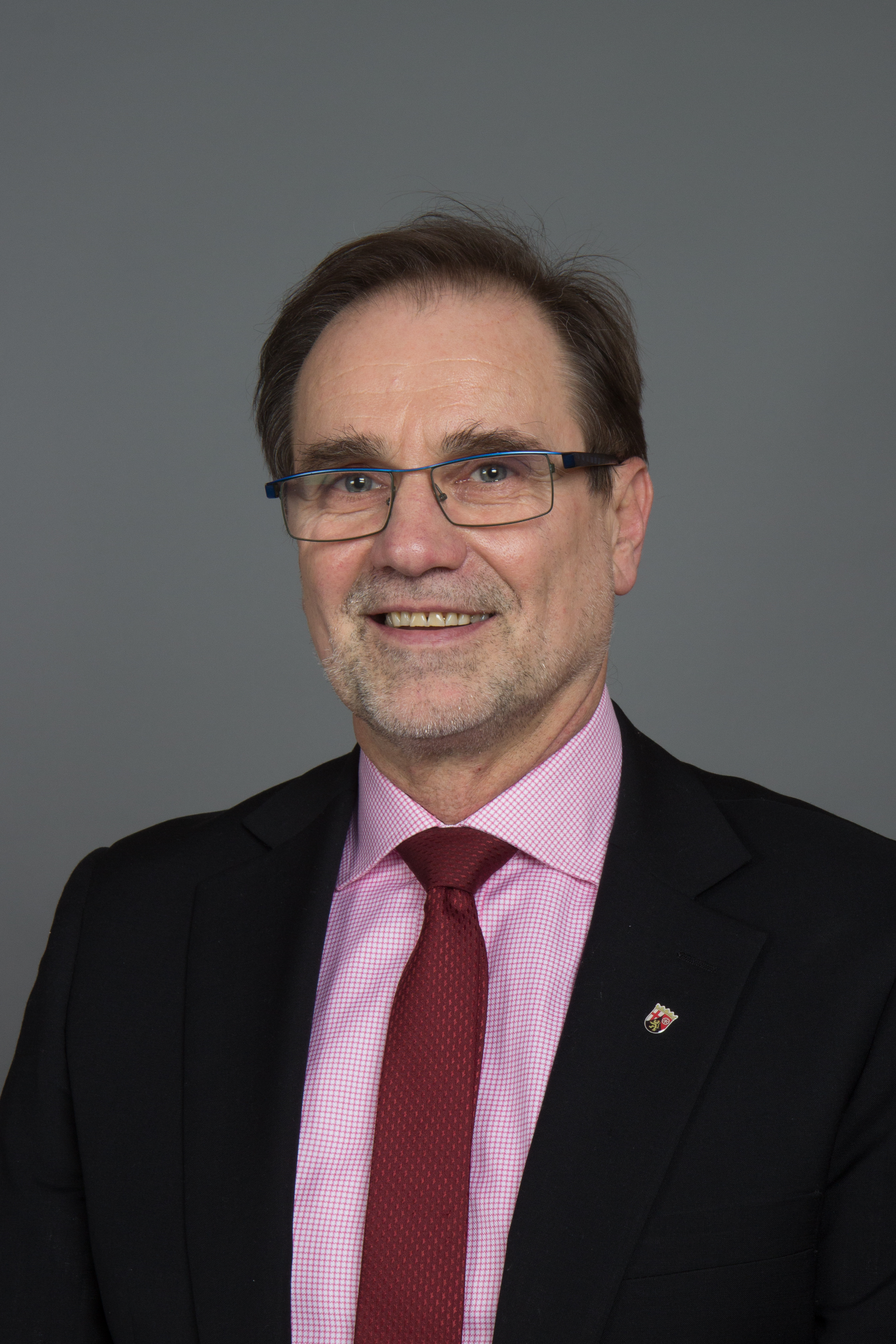
Wolfgang Schwarz (2014)

Wolfgang Schwarz (* 12. Februar 1954 in Landau in der Pfalz) ist ein deutscher Politiker (SPD). Von 2009 bis 2021 war er Mitglied des Landtags von Rheinland-Pfalz.

## Leben
Schwarz absolvierte nach der Mittleren Reife 1971 eine bis 1973 dauernde Ausbildung zum Großhandelskaufmann. Danach war er sieben Jahre lang bei der Bundeswehr, bis er von 1980 bis 1982 eine Ausbildung zum Polizeibeamten machte. Von 1982 bis 1985 war Schwarz bei der Schutzpolizei in Neustadt an der Weinstraße, danach bis 1991 bei der Kriminalpolizei in Ludwigshafen. Zwischen 1991 und 1992 erwarb er die Fachhochschulreife, die ihn qualifizierte, von 1992 bis 1995 ein Studium an der FHÖV Polizei in Koblenz zu absolvieren, das er als Diplom-Verwaltungswirt (FH) beendete. Nach dem Studium wechselte er zur Polizeidirektion Neustadt/Wstr., wo er von 2000 bis 2009 Leiter des Kommisariates zur „Rauschgiftkriminalitätsbekämpfung“ war.

## Politische Tätigkeiten
Schwarz wurde 1972 Mitglied der SPD und war 1996 Mitbegründer des SPD-Ortsvereins in Hainfeld, dessen Vorsitzender er bis 2003 war. Von 2004 bis 2017 war er stellvertretender Vorsitzender der SPD im Kreis Südliche Weinstraße.
Von 1994 bis 2004 war er Mitglied im Rat der Gemeinde Hainfeld, wo er von 2004 bis 2024 auch Ortsbürgermeister war. Im Kreistag Südliche Weinstraße war von 2009 bis 2024. Bei den Kommunalwahlen 2024 wurde er in den Rat der Verbandsgemende Edenkoben gewählt.
Am 1. Oktober 2009 rückte er für die ausgeschiedene Abgeordnete Christine Baumann in den Landtag von Rheinland-Pfalz nach. 2011 wurde er über die Landesliste der SPD wieder gewählt. Bei den Landtagswahlen 2016 gewann er direkt das Mandat im Wahlkreis 50 Landau. Schwarz war polizei- sowie weinbaupolitischer Sprecher seiner Fraktion. Er war ordentliches Mitglied im Innenausschuss sowie im Ausschuss für Landwirtschaft und Weinbau. Innerhalb der Fraktion war er Mitglied im Arbeitskreis Sport. Darüber hinaus war er Vorsitzender der parlamentarischen Kontrollkommission und stellvertretender Vorsitzender der G 10-Kommission. Er kandidierte bei der Wahl zum 18. Landtag von Rheinland-Pfalz nicht erneut.